# Fray Jerónimo de Alcalá
Jerónimo de Alcalá O.F.M. (Vizcaya, España; 1508, -  Nueva España; - 1545), conocido como Fray Jerónimo de Alcalá, fue un fraile franciscano escritor y sacerdote.
Llegó a Nueva España entre los años 1530 y 1532 y es reconocido por la elaboración de la Relación de Michoacán, posiblemente entre los años 1539 a 1541 por petición del virrey Antonio de Mendoza con información seleccionada que fue parcialmente proporcionada por purépechas.

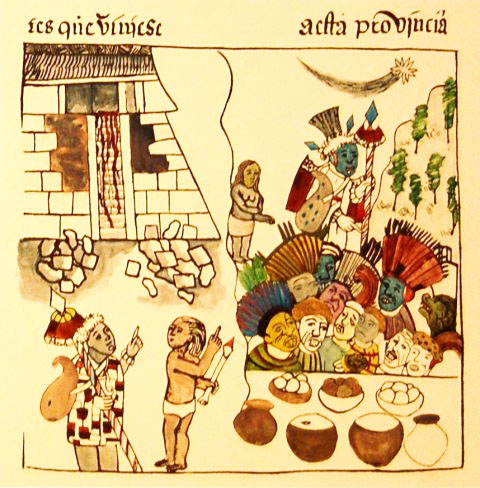
Imagen de la Relación de Michoacán atribuido a Fray Jerónimo de Alcalá